# Андреев, Александр Кузьмич
Алекса́ндр Кузьми́ч Андре́ев (13 мая 1913, дер. Новое Калище, Петергофский уезд, Санкт-Петербургская губерния — 2001) — русский советский архитектор-художник, академик. Заслуженный архитектор РСФСР. Главный архитектор «Ленметропроекта». Почётный член РААСН.

## Биография
Учился у В. А. Щуко; в 1939 г. окончил Ленинградский институт живописи, скульптуры и архитектуры и получил звание художника-архитектора за проект морского вокзала в Ленинграде (мастерская Н. А. Троцкого).
Преподавал в Московском архитектурном институте (1946—1949), Ленинградском инженерно-строительном институте (1950—1960), Ленинградском институте живописи, скульптуры и архитектуры имени И. Е. Репина (с 1967).Руководил персональной мастерской на архитектурном факультете Института имени И. Е. Репина.
Скончался в 2001 году. Похоронен на Богословском кладбище Санкт-Петербурга.

## Научная деятельность
Кандидат искусствоведения (1975), доктор архитектуры и строительных наук (1991), академик. Автор исследований об Иване Алексеевиче Иванове и о Николае Львове.

## Постройки
- «Дом связи» в Петрозаводске (1947—1949).

Являлся главным архитектором первой очереди Ленинградского метрополитена:
- Подземный зал и наземный павильон станции метро «Кировский завод» (1955),
- Подземный зал № 1 и здание с вестибюлем станции метро «Технологический институт» (1955),
- Подземный зал и здание Финляндского вокзала с вестибюлем станции метро «Площадь Ленина» (1958),
- Подземный зал станции метро «Парк Победы» (1961),
- Административное здание с вестибюлем станции метро «Московские ворота» (1961)
- «Дом мод» с вестибюлем станции метро «Петроградская» (1963).

## Семья
Жена — Виктория Павловна Игнатьева (род. 1925), художник-керамист, ювелир.
Дочь — Андреева Василиса Александровна (род. 1953), художник-анималист.